# Corona del Liechtenstein
La Corona del Liechtenstein è stata la valuta del Liechtenstein dal 1898 al 1921. Le monete sono piuttosto rare, mentre le banconote sono più facili da trovare. La corona era divisa in 100 Heller. Il Liechtenstein usò la corona austro-ungarica e la corona austriaca dopo la dissoluzione dell'Impero austro-ungarico nel 1918, e in seguito passò al franco svizzero (franco del Liechtenstein) nel 1921, a causa dell'instabilità della corona. La corona del Liechtenstein aveva lo stesso valore della corona austro-ungarica.
Le banconote esistevano nei tagli da 1, 2, 5, 10 e 20 corone, mentre le monete nei tagli da 10, 20 e 50 Heller.